# Équipe d'Équateur de football à la Coupe du monde 2014
Cet article relate le parcours de l'équipe d'Équateur de football lors de la Coupe du monde organisée au Brésil du 12 juin au 13 juillet 2014.

## Effectif
Le sélectionneur Reinaldo Rueda a annoncé sa liste définitive de 23 joueurs pour le mondial.
| Numéro / Nom       | Numéro / Nom        | Club              | Date de naissance | J.              | Buts            |                 |                 |                 |
| Gardiens de but    | Gardiens de but     | Gardiens de but   | Gardiens de but   | Gardiens de but | Gardiens de but | Gardiens de but | Gardiens de but | Gardiens de but |
| ------------------ | ------------------- | ----------------- | ----------------- | --------------- | --------------- | --------------- | --------------- | --------------- |
| 1                  | Máximo Banguera     | Barcelona SC      | 16.12.1985        | 0               | 0               | 0               | 0               | 0               |
| 12                 | Adrián Bone         | El Nacional       | 08.09.1988        | 0               | 0               | 0               | 0               | 0               |
| 22                 | Alexander Domínguez | LDU Quito         | 05.06.1987        | 3               | 0               | 0               | 0               | 0               |
| Défenseurs         |                     |                   |                   |                 |                 |                 |                 |                 |
| 2                  | Jorge Guagua        | Emelec            | 28.09.1981        | 3               | 0               | 0               | 0               | 0               |
| 3                  | Frickson Erazo      | Flamengo          | 05.05.1988        | 3               | 0               | 1               | 0               | 0               |
| 4                  | Juan Carlos Paredes | Barcelona SC      | 08.07.1987        | 3               | 0               | 1               | 0               | 0               |
| 10                 | Walter Ayoví        | Pachuca           | 11.08.1979        | 3               | 0               | 0               | 0               | 0               |
| 18                 | Óscar Bagüí         | Emelec            | 10.12.1982        | 0               | 0               | 0               | 0               | 0               |
| 21                 | Gabriel Achilier    | Emelec            | 24.03.1985        | 2               | 0               | 0               | 0               | 0               |
| Milieux de terrain |                     |                   |                   |                 |                 |                 |                 |                 |
| 5                  | Renato Ibarra       | Vitesse           | 20.01.1991        | 1               | 0               | 0               | 0               | 0               |
| 6                  | Christian Noboa     | Dynamo Moscou     | 09.04.1985        | 3               | 0               | 0               | 0               | 0               |
| 7                  | Jefferson Montero   | Morelia           | 01.09.1989        | 3               | 0               | 1               | 0               | 0               |
| 8                  | Édison Méndez       | Santa Fe          | 16.03.1979        | 1               | 0               | 0               | 0               | 0               |
| 9                  | Joao Rojas          | Cruz Azul         | 14.06.1989        | 1               | 0               | 0               | 0               | 0               |
| 14                 | Oswaldo Minda       | Chivas USA        | 26.07.1983        | 2               | 0               | 0               | 0               | 0               |
| 15                 | Michael Arroyo      | CF Atlante        | 23.04.1987        | 2               | 0               | 0               | 0               | 0               |
| 16                 | Antonio Valencia    | Manchester United | 04.08.1985        | 3               | 0               | 1               | 0               | 1               |
| 19                 | Luis Saritama       | Barcelona SC      | 20.10.1983        | 0               | 0               | 0               | 0               | 0               |
| 20                 | Fidel Martínez      | Tijuana           | 15.02.1990        | 0               | 0               | 0               | 0               | 0               |
| 23                 | Carlos Gruezo       | VfB Stuttgart     | 19.04.1995        | 2               | 0               | 0               | 0               | 0               |
| Attaquants         |                     |                   |                   |                 |                 |                 |                 |                 |
| 11                 | Felipe Caicedo      | Al-Jazira         | 05.09.1988        | 3               | 0               | 0               | 0               | 0               |
| 13                 | Enner Valencia      | Pachuca           | 11.04.1989        | 3               | 3               | 1               | 0               | 0               |
| 17                 | Jaime Ayoví         | Club Tijuana      | 21.02.1988        | 0               | 0               | 0               | 0               | 0               |
| Sélectionneur      |                     |                   |                   |                 |                 |                 |                 |                 |
|                    | Reynaldo Rueda      |                   | 16.04.1957        |                 |                 |                 |                 |                 |

## Coupe du monde

### Premier tour - Groupe E
|   | Équipe   | Pts | J | G | N | P | Bp | Bc | Diff |
| 1 | France   | 7   | 3 | 2 | 1 | 0 | 8  | 2  | 6    |
| 2 | Suisse   | 6   | 3 | 2 | 0 | 1 | 7  | 6  | 1    |
| 3 | Équateur | 4   | 3 | 1 | 1 | 1 | 3  | 3  | 0    |
| 4 | Honduras | 0   | 3 | 0 | 0 | 3 | 1  | 8  | -7   |

| J 1 | 15 juin 2014 | Suisse   | 2 - 1 | Équateur |
| J 1 | 15 juin 2014 | France   | 3 - 0 | Honduras |
| J 2 | 20 juin 2014 | Suisse   | 2 - 5 | France   |
| J 2 | 20 juin 2014 | Honduras | 1 - 2 | Équateur |
| J 3 | 25 juin 2014 | Honduras | 0 - 3 | Suisse   |
| J 3 | 25 juin 2014 | Équateur | 0 - 0 | France   |

#### Suisse - Équateur
| Match 9                                                  | Suisse                                    | 2 - 1   | Équateur           | Estádio Nacional, Brasilia                                             |                                                                        |
| 15 juin 2014 · 13:00 (UTC-3) · Historique des rencontres | Admir Mehmedi 48e · Haris Seferović 90+3e | (0 - 1) | 22e Enner Valencia | Spectateurs : 68 351 · Arbitrage : Ravshan Irmatov · Photos du match · | Spectateurs : 68 351 · Arbitrage : Ravshan Irmatov · Photos du match · |
| 15 juin 2014 · 13:00 (UTC-3) · Historique des rencontres | Rapport                                   |         |                    | Spectateurs : 68 351 · Arbitrage : Ravshan Irmatov · Photos du match · | Spectateurs : 68 351 · Arbitrage : Ravshan Irmatov · Photos du match · |

| Suisse | Équateur |

| SUISSE :        |    |                      |  |     |     |
|                 |    |                      |  |     |     |
| Gardien de but  | 1  | Diego Benaglio       |  |     |     |
|                 | 2  | Stephan Lichtsteiner |  |     |     |
|                 | 5  | Steve von Bergen     |  |     |     |
|                 | 8  | Gökhan Inler         |  |     |     |
|                 | 10 | Granit Xhaka         |  |     |     |
|                 | 11 | Valon Behrami        |  |     |     |
|                 | 13 | Ricardo Rodríguez    |  |     |     |
|                 | 14 | Valentin Stocker     |  | 46e |     |
|                 | 19 | Josip Drmić          |  | 75e |     |
|                 | 20 | Johan Djourou        |  |     | 84e |
|                 | 23 | Xherdan Shaqiri      |  |     |     |
| Remplaçants :   |    |                      |  |     |     |
|                 | 18 | Admir Mehmedi        |  | 46e |     |
|                 | 9  | Haris Seferović      |  | 75e |     |
| Sélectionneur : |    |                      |  |     |     |
| Ottmar Hitzfeld |    |                      |  |     |     |

| ÉQUATEUR :      |    |                     |  |     |     |
|                 |    |                     |  |     |     |
| Gardien de but  | 22 | Alexander Domínguez |  |     |     |
|                 | 2  | Jorge Guagua        |  |     |     |
|                 | 3  | Frickson Erazo      |  |     |     |
|                 | 4  | Juan Carlos Paredes |  |     | 53e |
|                 | 6  | Christian Noboa     |  |     |     |
|                 | 7  | Jefferson Montero   |  | 77e |     |
|                 | 10 | Walter Ayoví        |  |     |     |
|                 | 11 | Felipe Caicedo      |  | 70e |     |
|                 | 13 | Enner Valencia      |  |     |     |
|                 | 16 | Antonio Valencia    |  |     |     |
|                 | 23 | Carlos Gruezo       |  |     |     |
| Remplaçants :   |    |                     |  |     |     |
|                 | 15 | Michael Arroyo      |  | 70e |     |
|                 | 9  | Joao Rojas          |  | 77e |     |
| Sélectionneur : |    |                     |  |     |     |
| Reinaldo Rueda  |    |                     |  |     |     |

| Assistants : Abdukhamidullo Rasulov Bahadyr Kochkarov Quatrième arbitre : Svein Oddvar Moen Cinquième arbitre : Kim Haglund Homme du Match : Xherdan Shaqiri |

#### Honduras - Équateur
| Match 26                                                 | Honduras         | 1 - 2   | Équateur               | Arena da Baixada, Curitiba                                          |                                                                     |
| 20 juin 2014 · 19:00 (UTC-3) · Historique des rencontres | Carlo Costly 31e | (1 - 1) | 34e 65e Enner Valencia | Spectateurs : 39 224 · Arbitrage : Ben Williams · Photos du match · | Spectateurs : 39 224 · Arbitrage : Ben Williams · Photos du match · |
| 20 juin 2014 · 19:00 (UTC-3) · Historique des rencontres | Rapport          |         |                        | Spectateurs : 39 224 · Arbitrage : Ben Williams · Photos du match · | Spectateurs : 39 224 · Arbitrage : Ben Williams · Photos du match · |

| Honduras | Équateur |

| HONDURAS :           |    |                     |  |     |       |
|                      |    |                     |  |     |       |
| Gardien de but       | 18 | Noel Valladares     |  |     |       |
|                      | 3  | Maynor Figueroa     |  |     |       |
|                      | 5  | Víctor Bernárdez    |  |     | 7e    |
|                      | 7  | Emilio Izaguirre    |  | 46e |       |
|                      | 11 | Jerry Bengtson      |  |     | 45+1e |
|                      | 13 | Carlo Costly        |  |     |       |
|                      | 14 | Óscar Boniek García |  | 83e |       |
|                      | 15 | Roger Espinoza      |  |     |       |
|                      | 19 | Luis Garrido        |  | 71e |       |
|                      | 20 | Jorge Claros        |  |     |       |
|                      | 21 | Brayan Beckeles     |  |     |       |
| Remplaçants :        |    |                     |  |     |       |
|                      | 6  | Juan Carlos García  |  | 46e |       |
|                      | 10 | Mario Martínez      |  | 71e |       |
|                      | 23 | Marvin Chávez       |  | 83e |       |
| Sélectionneur :      |    |                     |  |     |       |
| Luis Fernando Suárez |    |                     |  |     |       |

| ÉQUATEUR :      |    |                     |  |       |     |
|                 |    |                     |  |       |     |
| Gardien de but  | 22 | Alexander Domínguez |  |       |     |
|                 | 2  | Jorge Guagua        |  |       |     |
|                 | 3  | Frickson Erazo      |  |       |     |
|                 | 4  | Juan Carlos Paredes |  |       |     |
|                 | 6  | Christian Noboa     |  |       |     |
|                 | 7  | Jefferson Montero   |  | 90+1e | 80e |
|                 | 10 | Walter Ayoví        |  |       |     |
|                 | 11 | Felipe Caicedo      |  |       |     |
|                 | 13 | Enner Valencia      |  |       | 73e |
|                 | 14 | Oswaldo Minda       |  | 83e   |     |
|                 | 16 | Antonio Valencia    |  |       | 57e |
| Remplaçants :   |    |                     |  |       |     |
|                 | 8  | Édison Méndez       |  | 82e   |     |
|                 | 23 | Carlos Gruezo       |  | 83e   |     |
|                 | 21 | Gabriel Achilier    |  | 90+1e |     |
| Sélectionneur : |    |                     |  |       |     |
| Reinaldo Rueda  |    |                     |  |       |     |

| Assistants : Matthew Cream Hakan Anaz Quatrième arbitre : Yuichi Nishimura Cinquième arbitre : Toru Sagara Homme du Match : Enner Valencia |

#### Équateur - France
| Match 42                                                 | Équateur | 0 - 0   | France | Stade Maracanã, Rio de Janeiro                                         |                                                                        |
| 25 juin 2014 · 17:00 (UTC-3) · Historique des rencontres |          | (0 - 0) |        | Spectateurs : 73 749 · Arbitrage : Noumandiez Doué · Photos du match · | Spectateurs : 73 749 · Arbitrage : Noumandiez Doué · Photos du match · |
| 25 juin 2014 · 17:00 (UTC-3) · Historique des rencontres | rapport  |         |        | Spectateurs : 73 749 · Arbitrage : Noumandiez Doué · Photos du match · | Spectateurs : 73 749 · Arbitrage : Noumandiez Doué · Photos du match · |

| Équateur | France |

| ÉQUATEUR :      |    |                     |  |     |     |
|                 |    |                     |  |     |     |
| Gardien de but  | 22 | Alexander Domínguez |  |     |     |
|                 | 2  | Jorge Guagua        |  |     |     |
|                 | 3  | Frickson Erazo      |  |     | 83e |
|                 | 4  | Juan Carlos Paredes |  |     |     |
|                 | 6  | Christian Noboa     |  | 89e |     |
|                 | 7  | Jefferson Montero   |  | 63e |     |
|                 | 10 | Walter Ayoví        |  |     |     |
|                 | 13 | Enner Valencia      |  |     |     |
|                 | 14 | Oswaldo Minda       |  |     |     |
|                 | 15 | Michael Arroyo      |  | 82e |     |
|                 | 16 | Antonio Valencia    |  |     | 50e |
| Remplaçants :   |    |                     |  |     |     |
|                 | 5  | Renato Ibarra       |  | 63e |     |
|                 | 21 | Gabriel Achilier    |  | 82e |     |
|                 | 11 | Felipe Caicedo      |  | 89e |     |
| Sélectionneur : |    |                     |  |     |     |
| Reinaldo Rueda  |    |                     |  |     |     |

| FRANCE :         |    |                     |  |     |
|                  |    |                     |  |     |
| Gardien de but   | 1  | Hugo Lloris         |  |     |
|                  | 5  | Mamadou Sakho       |  | 61e |
|                  | 10 | Karim Benzema       |  |     |
|                  | 11 | Antoine Griezmann   |  | 79e |
|                  | 14 | Blaise Matuidi      |  | 67e |
|                  | 15 | Bacary Sagna        |  |     |
|                  | 17 | Lucas Digne         |  |     |
|                  | 18 | Moussa Sissoko      |  |     |
|                  | 19 | Paul Pogba          |  |     |
|                  | 21 | Laurent Koscielny   |  |     |
|                  | 22 | Morgan Schneiderlin |  |     |
| Remplaçants :    |    |                     |  |     |
|                  | 4  | Raphaël Varane      |  | 61e |
|                  | 9  | Olivier Giroud      |  | 67e |
|                  | 20 | Loïc Rémy           |  | 79e |
| Sélectionneur :  |    |                     |  |     |
| Didier Deschamps |    |                     |  |     |

| Assistants : Songuifolo Yeo Jean-Claude Birumushahu Quatrième arbitre : Björn Kuipers Cinquième arbitre : Sander van Roekel Homme du Match : Alexander Domínguez |

## Statistiques

### Temps de jeu
| Joueur              |          |          |          | TT       | But inscrit | MJ       | MT       | Légende |
| ------------------- | -------- | -------- | -------- | -------- | ----------- | -------- | -------- | --- |
| Gardiens            | Gardiens | Gardiens | Gardiens | Gardiens | Gardiens    | Gardiens | Gardiens | Abréviations et symboles : · TT : Total de minutes jouées · MJ : Nombre de matchs joués · MT : Matchs joués en tant que titulaire · : but · : joueur entré · : joueur remplacé · : capitaine · : carton jaune · : carton rouge |
| Máximo Banguera     |          |          |          |          |             |          |          | Abréviations et symboles : · TT : Total de minutes jouées · MJ : Nombre de matchs joués · MT : Matchs joués en tant que titulaire · : but · : joueur entré · : joueur remplacé · : capitaine · : carton jaune · : carton rouge |
| Adrián Bone         |          |          |          |          |             |          |          | Abréviations et symboles : · TT : Total de minutes jouées · MJ : Nombre de matchs joués · MT : Matchs joués en tant que titulaire · : but · : joueur entré · : joueur remplacé · : capitaine · : carton jaune · : carton rouge |
| Alexander Domínguez |          |          |          |          |             |          |          | Abréviations et symboles : · TT : Total de minutes jouées · MJ : Nombre de matchs joués · MT : Matchs joués en tant que titulaire · : but · : joueur entré · : joueur remplacé · : capitaine · : carton jaune · : carton rouge |
| Défenseurs          |          |          |          |          |             |          |          | Abréviations et symboles : · TT : Total de minutes jouées · MJ : Nombre de matchs joués · MT : Matchs joués en tant que titulaire · : but · : joueur entré · : joueur remplacé · : capitaine · : carton jaune · : carton rouge |
| Jorge Guagua        |          |          |          |          |             |          |          | Abréviations et symboles : · TT : Total de minutes jouées · MJ : Nombre de matchs joués · MT : Matchs joués en tant que titulaire · : but · : joueur entré · : joueur remplacé · : capitaine · : carton jaune · : carton rouge |
| Frickson Erazo      |          |          |          |          |             |          |          | Abréviations et symboles : · TT : Total de minutes jouées · MJ : Nombre de matchs joués · MT : Matchs joués en tant que titulaire · : but · : joueur entré · : joueur remplacé · : capitaine · : carton jaune · : carton rouge |
| Juan Carlos Paredes |          |          |          |          |             |          |          | Abréviations et symboles : · TT : Total de minutes jouées · MJ : Nombre de matchs joués · MT : Matchs joués en tant que titulaire · : but · : joueur entré · : joueur remplacé · : capitaine · : carton jaune · : carton rouge |
| Walter Ayoví        |          |          |          |          |             |          |          | Abréviations et symboles : · TT : Total de minutes jouées · MJ : Nombre de matchs joués · MT : Matchs joués en tant que titulaire · : but · : joueur entré · : joueur remplacé · : capitaine · : carton jaune · : carton rouge |
| Óscar Bagüí         |          |          |          |          |             |          |          | Abréviations et symboles : · TT : Total de minutes jouées · MJ : Nombre de matchs joués · MT : Matchs joués en tant que titulaire · : but · : joueur entré · : joueur remplacé · : capitaine · : carton jaune · : carton rouge |
| Gabriel Achilier    |          |          |          |          |             |          |          | Abréviations et symboles : · TT : Total de minutes jouées · MJ : Nombre de matchs joués · MT : Matchs joués en tant que titulaire · : but · : joueur entré · : joueur remplacé · : capitaine · : carton jaune · : carton rouge |
| Milieux             |          |          |          |          |             |          |          | Abréviations et symboles : · TT : Total de minutes jouées · MJ : Nombre de matchs joués · MT : Matchs joués en tant que titulaire · : but · : joueur entré · : joueur remplacé · : capitaine · : carton jaune · : carton rouge |
| Renato Ibarra       |          |          |          |          |             |          |          | Abréviations et symboles : · TT : Total de minutes jouées · MJ : Nombre de matchs joués · MT : Matchs joués en tant que titulaire · : but · : joueur entré · : joueur remplacé · : capitaine · : carton jaune · : carton rouge |
| Christian Noboa     |          |          |          |          |             |          |          | Abréviations et symboles : · TT : Total de minutes jouées · MJ : Nombre de matchs joués · MT : Matchs joués en tant que titulaire · : but · : joueur entré · : joueur remplacé · : capitaine · : carton jaune · : carton rouge |
| Jefferson Montero   |          |          |          |          |             |          |          | Abréviations et symboles : · TT : Total de minutes jouées · MJ : Nombre de matchs joués · MT : Matchs joués en tant que titulaire · : but · : joueur entré · : joueur remplacé · : capitaine · : carton jaune · : carton rouge |
| Édison Méndez       |          |          |          |          |             |          |          | Abréviations et symboles : · TT : Total de minutes jouées · MJ : Nombre de matchs joués · MT : Matchs joués en tant que titulaire · : but · : joueur entré · : joueur remplacé · : capitaine · : carton jaune · : carton rouge |
| Joao Rojas          |          |          |          |          |             |          |          | Abréviations et symboles : · TT : Total de minutes jouées · MJ : Nombre de matchs joués · MT : Matchs joués en tant que titulaire · : but · : joueur entré · : joueur remplacé · : capitaine · : carton jaune · : carton rouge |
| Oswaldo Minda       |          |          |          |          |             |          |          | Abréviations et symboles : · TT : Total de minutes jouées · MJ : Nombre de matchs joués · MT : Matchs joués en tant que titulaire · : but · : joueur entré · : joueur remplacé · : capitaine · : carton jaune · : carton rouge |
| Michael Arroyo      |          |          |          |          |             |          |          | Abréviations et symboles : · TT : Total de minutes jouées · MJ : Nombre de matchs joués · MT : Matchs joués en tant que titulaire · : but · : joueur entré · : joueur remplacé · : capitaine · : carton jaune · : carton rouge |
| Antonio Valencia    |          |          |          |          |             |          |          | Abréviations et symboles : · TT : Total de minutes jouées · MJ : Nombre de matchs joués · MT : Matchs joués en tant que titulaire · : but · : joueur entré · : joueur remplacé · : capitaine · : carton jaune · : carton rouge |
| Luis Saritama       |          |          |          |          |             |          |          | Abréviations et symboles : · TT : Total de minutes jouées · MJ : Nombre de matchs joués · MT : Matchs joués en tant que titulaire · : but · : joueur entré · : joueur remplacé · : capitaine · : carton jaune · : carton rouge |
| Fidel Martínez      |          |          |          |          |             |          |          | Abréviations et symboles : · TT : Total de minutes jouées · MJ : Nombre de matchs joués · MT : Matchs joués en tant que titulaire · : but · : joueur entré · : joueur remplacé · : capitaine · : carton jaune · : carton rouge |
| Carlos Gruezo       |          |          |          |          |             |          |          | Abréviations et symboles : · TT : Total de minutes jouées · MJ : Nombre de matchs joués · MT : Matchs joués en tant que titulaire · : but · : joueur entré · : joueur remplacé · : capitaine · : carton jaune · : carton rouge |
| Attaquants          |          |          |          |          |             |          |          | Abréviations et symboles : · TT : Total de minutes jouées · MJ : Nombre de matchs joués · MT : Matchs joués en tant que titulaire · : but · : joueur entré · : joueur remplacé · : capitaine · : carton jaune · : carton rouge |
| Felipe Caicedo      |          |          |          |          |             |          |          | Abréviations et symboles : · TT : Total de minutes jouées · MJ : Nombre de matchs joués · MT : Matchs joués en tant que titulaire · : but · : joueur entré · : joueur remplacé · : capitaine · : carton jaune · : carton rouge |
| Enner Valencia      |          |          |          |          |             |          |          | Abréviations et symboles : · TT : Total de minutes jouées · MJ : Nombre de matchs joués · MT : Matchs joués en tant que titulaire · : but · : joueur entré · : joueur remplacé · : capitaine · : carton jaune · : carton rouge |
| Jaime Ayoví         |          |          |          |          |             |          |          | Abréviations et symboles : · TT : Total de minutes jouées · MJ : Nombre de matchs joués · MT : Matchs joués en tant que titulaire · : but · : joueur entré · : joueur remplacé · : capitaine · : carton jaune · : carton rouge |

| Buts | Joueurs | Adversaires |
| ---- | ------- | ----------- |
|      |         |             |
|      |         |             |

| Buts | Joueurs | Adversaires |
| ---- | ------- | ----------- |
|      |         |             |
|      |         |             |